# Єʹвіда (фільм, 2023)
«Єʹвіда» (кол.-саам. Jeʹvida) — фільм фінської режисерки Катʼї Ґаурілофф, премʼєра якого відбулася 20 жовтня 2023 року. Світова премʼєра стрічки відбулася 9 червня 2023 року на кінофестивалі Трайбека у Нью-Йорку. Фільм також був обраний для показу на кінофестивалі у Торонто у вересні того ж самого року, де був одним із трьох представлених саамських фільмів.
«Єʹвіда» — перший в історії фільм колтта-саамською мовою. Він оповідає про життя колтта-саамської жінки під час примусової асиміляції у Фінляндії, коли колтта-саамсьька мова зазнавала утисків, і про те, як примусова асиміляція вплинула на весь народ.

## Сюжет
Літня жінка Ійда та її родичка Санна вирушають до Лапландії, щоб оглянути успадкований будинок родини, прибрати його та підготувати для продажу. Після прибуття на місце будинок та природа навколо пробуджують болісні спогади Ійди, яка пережила дискримінацію та була зазнавала принижень через те, що була колтта-саамкою. Вона глибше занурюється в минуле й знову відкриває справжню себе, Єʹвіду.
Фільм прослідковує життя головної героїні, Єʹвіди, протягом трьох різних періодів: у 10-річному віці в 1952 році, в юності у 1960-тих роках та у 76-річному віці в наш час.

## Акторський склад
| Аґафія Нієменмаа        | Єʹвіда у дитинстві      |
| Гейді Уʹллʼян Ґаурілофф | Єʹвіда/Ійда у молодості |
| Санна-Кайса Пало        | Єʹвіда/Ійда в старості  |
| Гейні Весслін           | мати Єʹвіди             |
| Ерккі Ґаурілофф         | дідусь Єʹвіди           |
| Матлеена Фофонофф       | бабуся Єʹвіди           |
| Яркко Лахті             | вчитель                 |
| Сейді Гаарла            | Санна                   |

## Виробництво
У 2021 році фільм отримав фінансування від Міжнародного саамського кіноінституту (ISFI) та Кінофонду Фінляндії.
У фільмі режисерка Катʼя Ґаурілофф зображує пережиті колтта-саамами дискримінацію та примусову асиміляцію, а також психологічну травму, яка досі впливає на них. Режисерка, яка сама є представницею цього народу, пережила подібне у власному дитинстві.

## Визнання
Фільм отримав премію Юссі за найкращий дизайн костюмів, найкращу музику та найкращий звук.